# Монодрама (форма психодрамы)
Монодрама — использование психодрамы в индивидуальном консультировании и психотерапии. В ней, так же как и в психодраме, часто используется пространство помещения для построения сцены, но вместо других людей в монодраме используются пустые стулья или предметы.
Монодрама возникла из практики и теории психодрамы и представляет собой психотерапевтическую индивидуальную работу во взаимодействии психотерапевт — клиент. Монодрама формируется на основе понимания между клиентом и терапевтом, при этом включаются как вербальные, так и невербальные коммуникативные возможности. Психодраматические игровые аспекты и аспекты психодраматического действия играют при этом большую роль.